# 5S

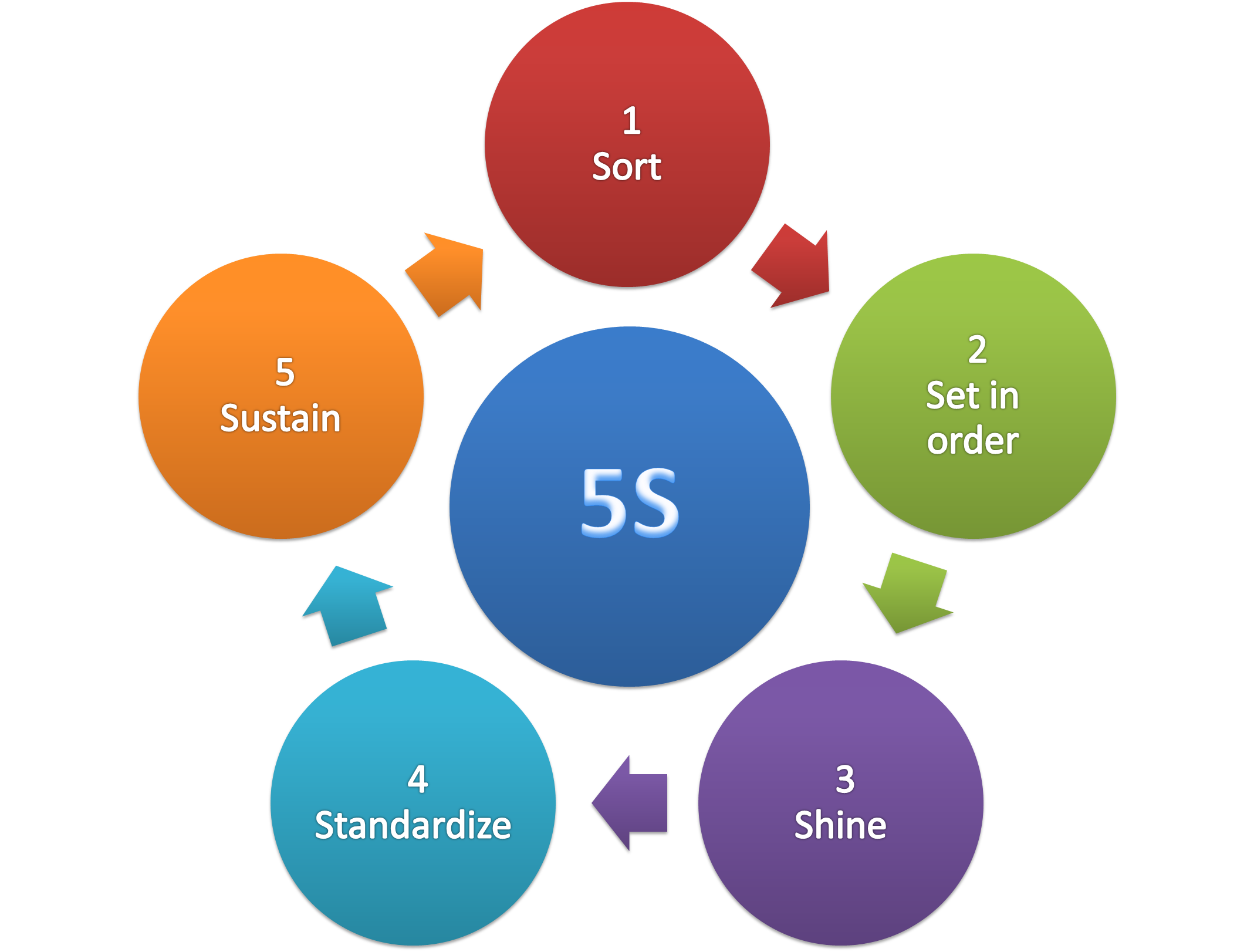
Metodologia 5S

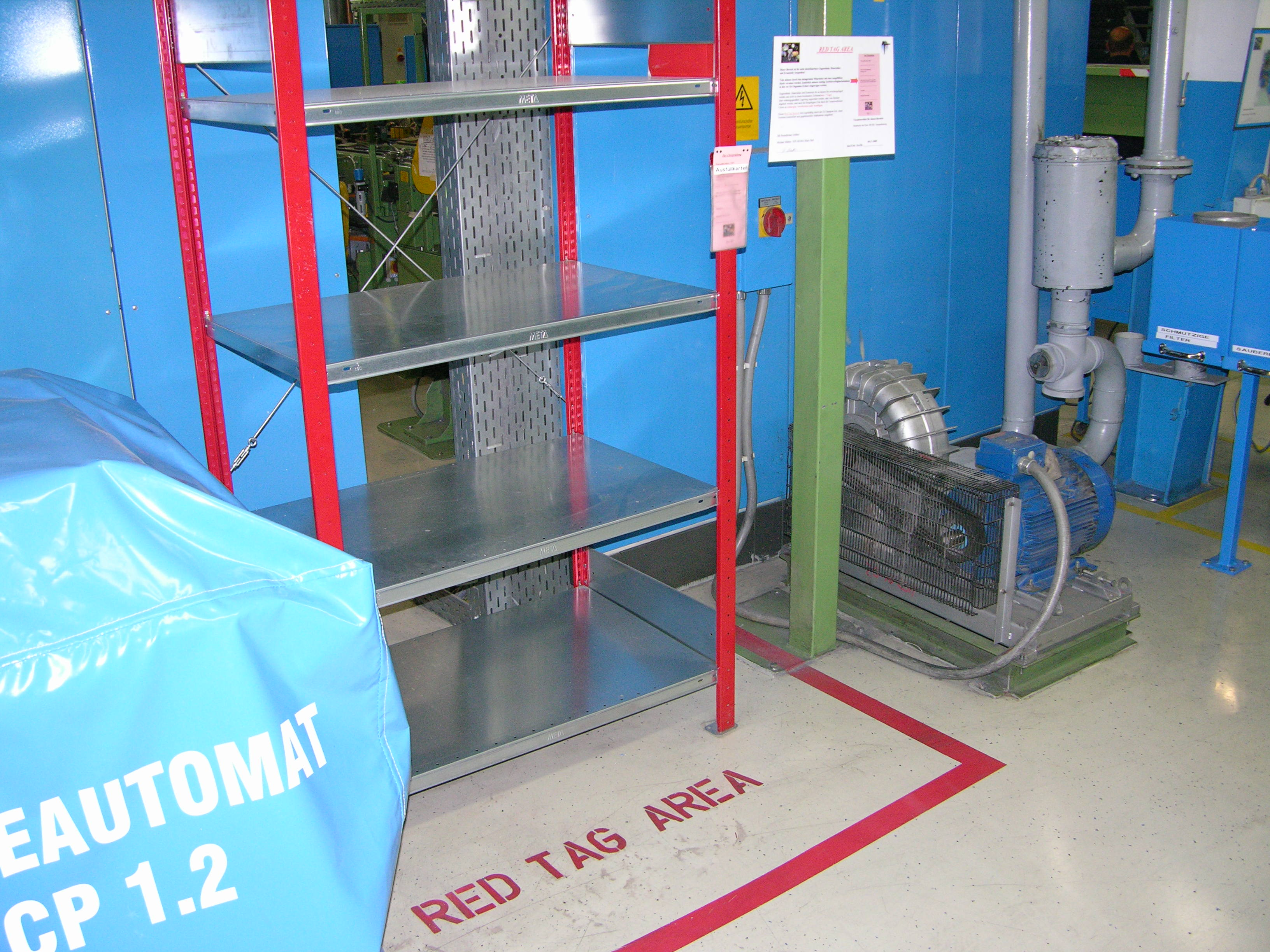
1S – przykład tzw. strefy czerwonej etykiety: wydzielonego miejsca na przedmioty uznane za zbędne na stanowiskach pracy i/lub bez określonego miejsca przechowywania. Widoczne są procedura działania strefy oraz czerwone etykiety

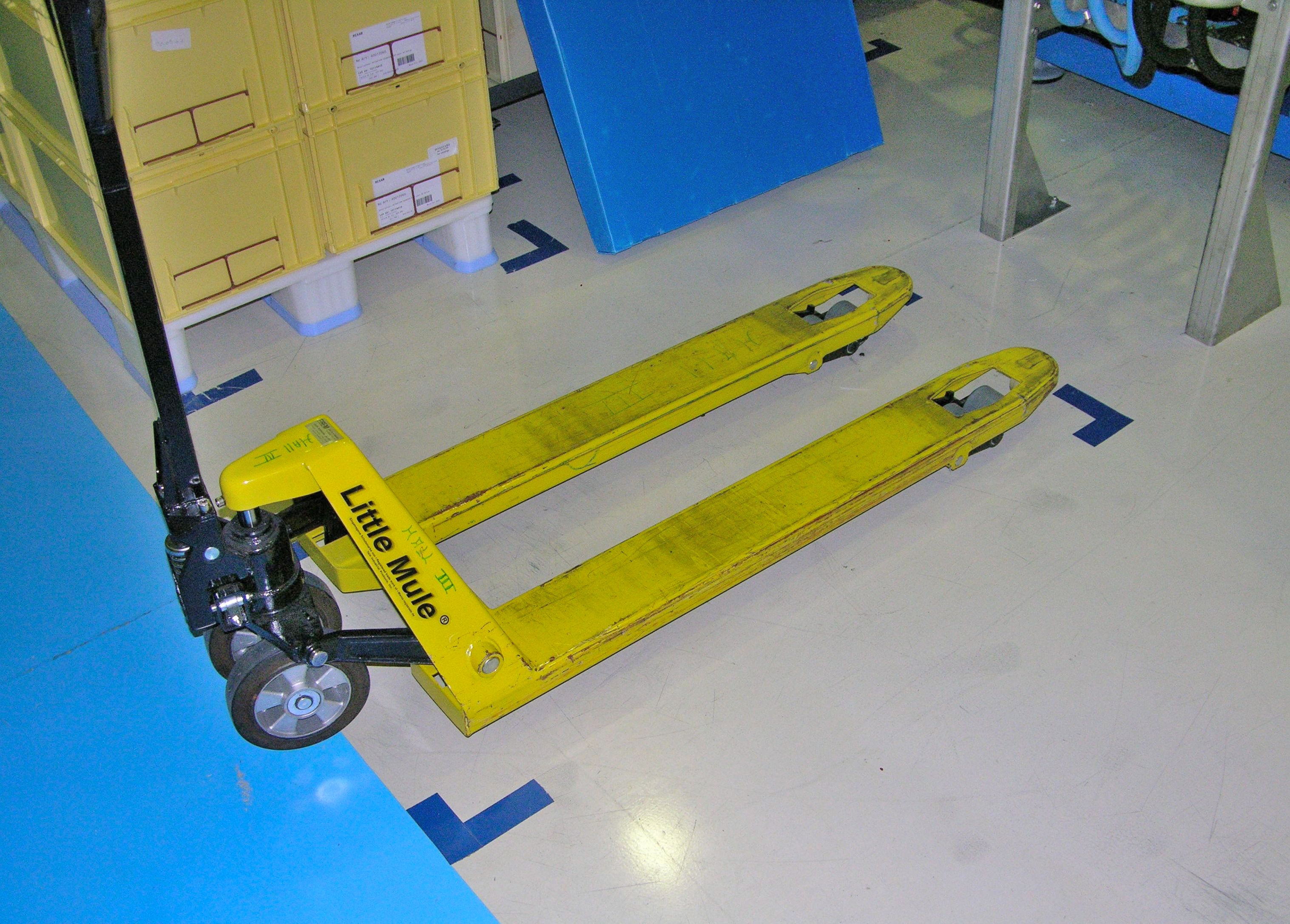
2S – przykład prostego oznaczenia miejsca przechowywania ręcznego wózka paletowego

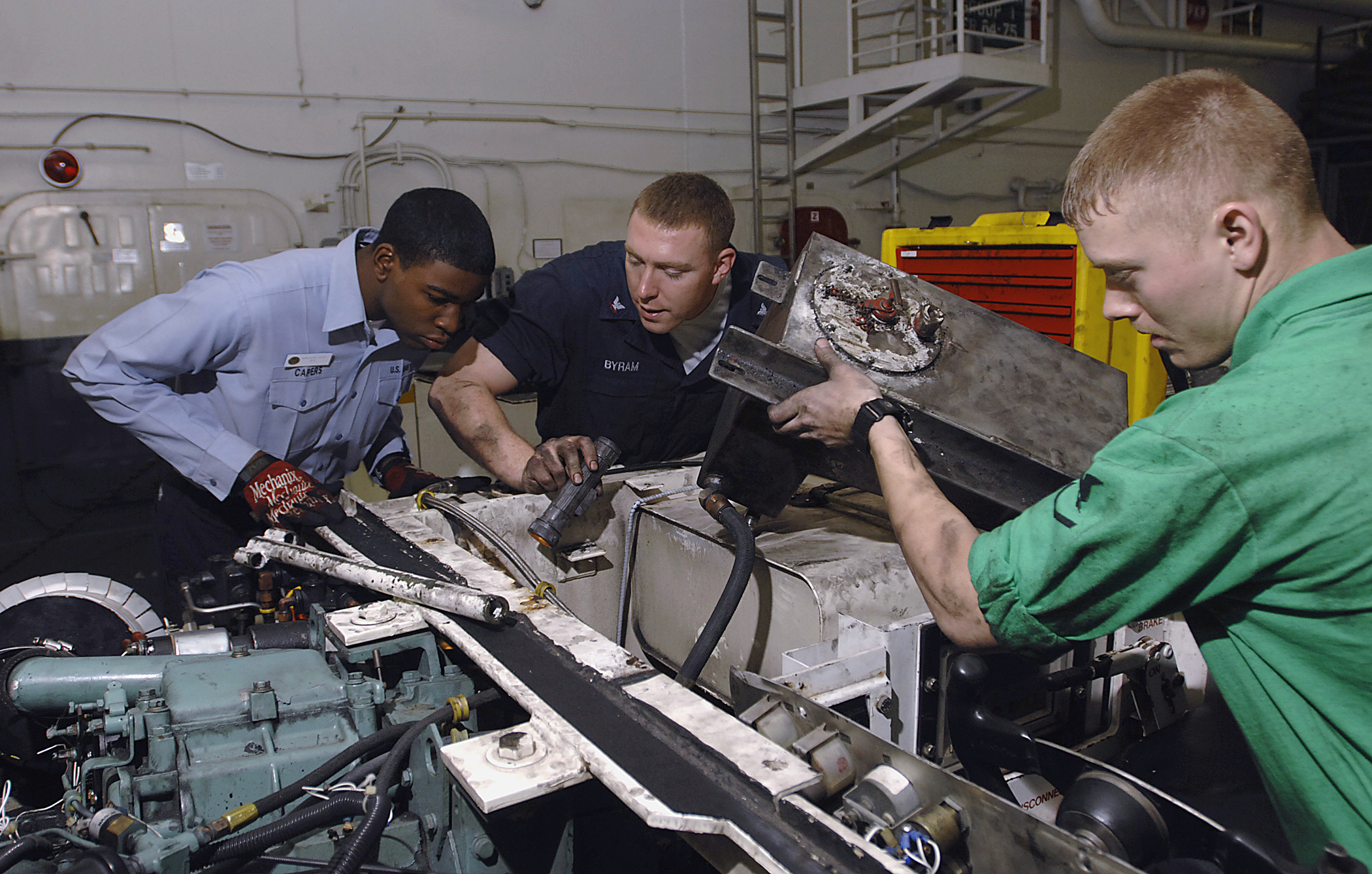
3S – sprzątanie jest często łączone z inspekcją, co pozwala na wczesne wykrycie uszkodzeń, usterek i anomalii

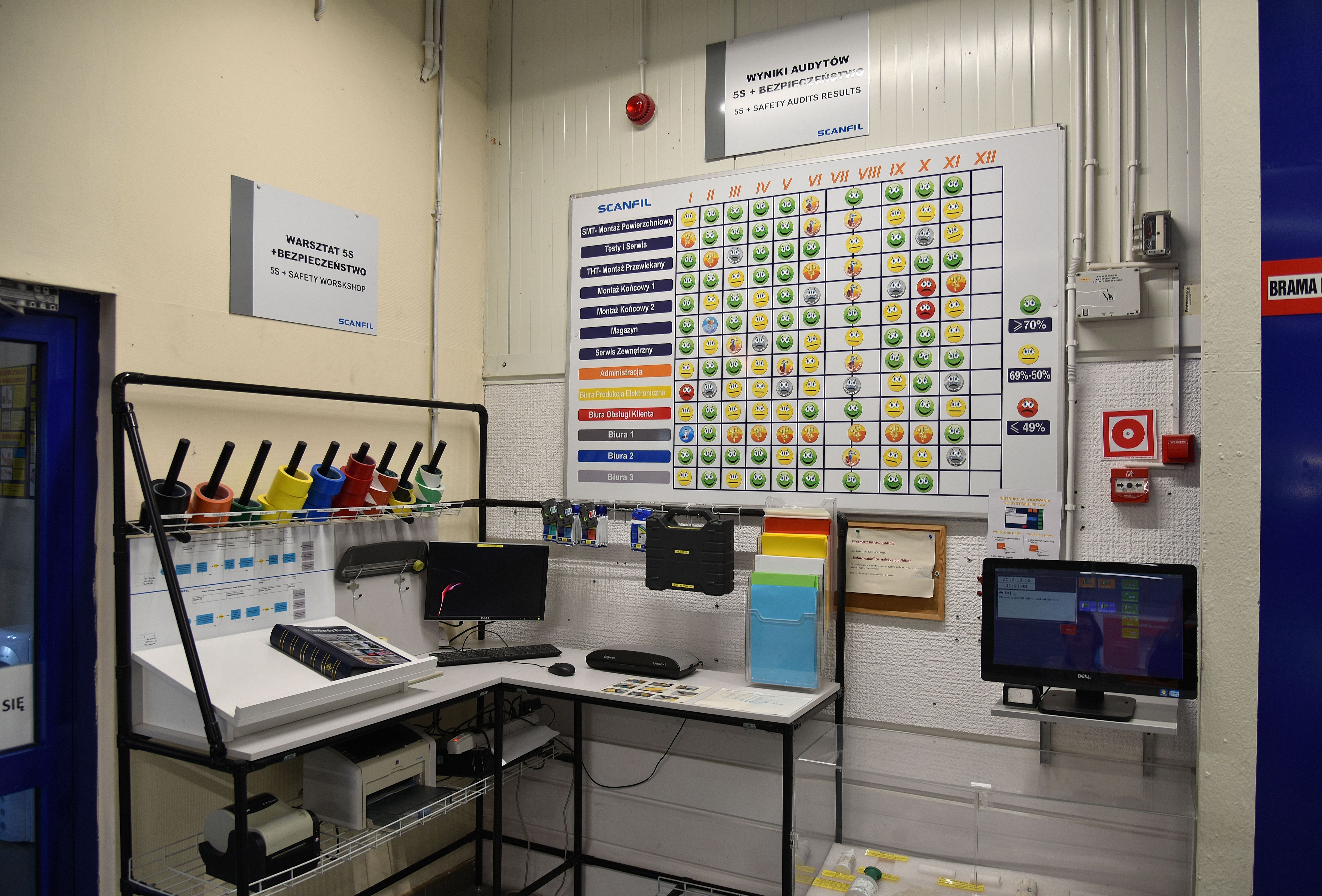
Kącik z zasobami i wynikami audytów 5S w fabryce Scanfil Poland w Sieradzu

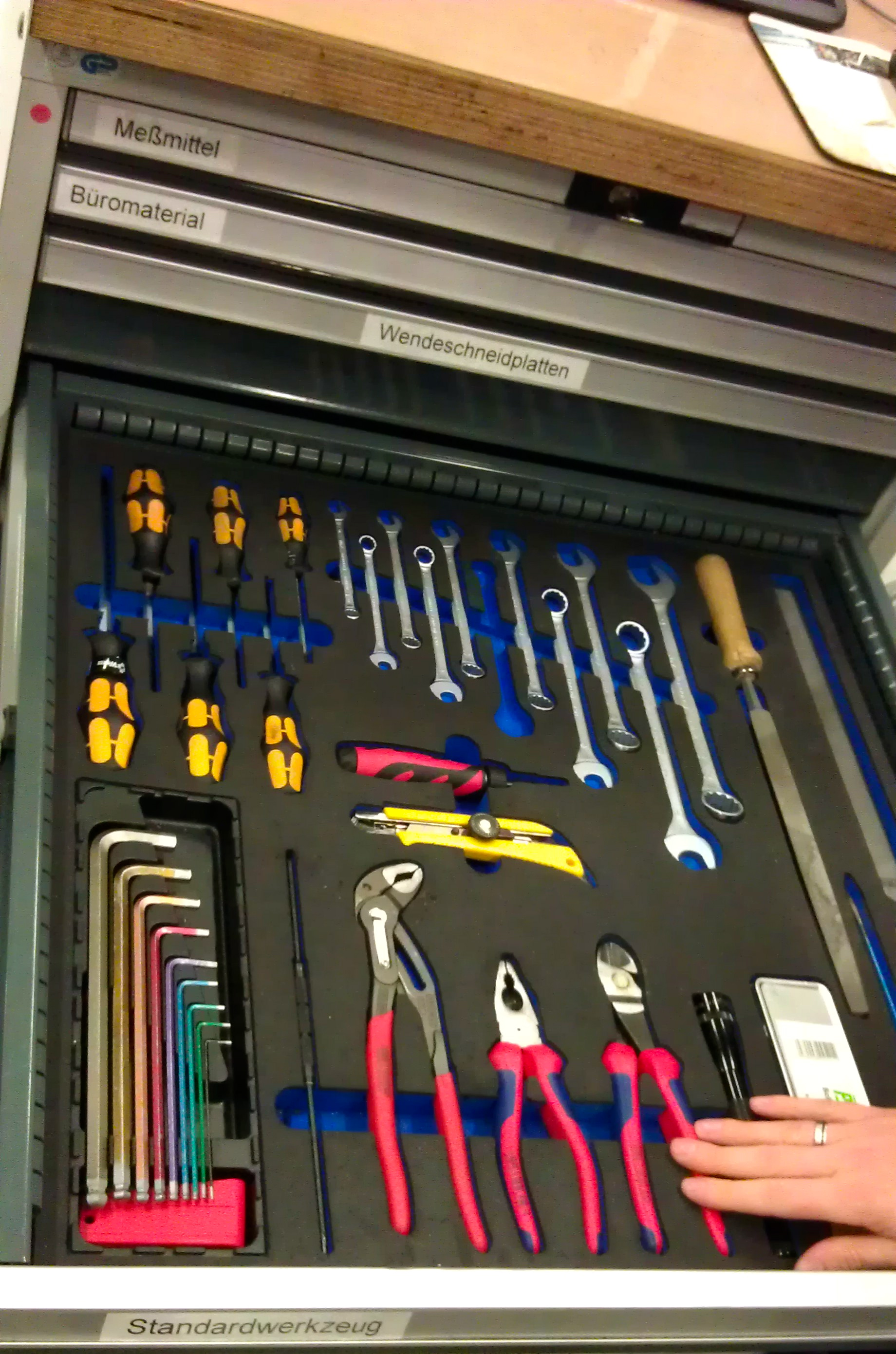
Narzędzia przechowywane zgodnie z zasadami 5S

5S – narzędzie stosowane w lean management (szczupłym zarządzaniu), którego celem jest stworzenie oraz utrzymanie dobrze zorganizowanego i bezpiecznego stanowiska pracy. Nazwa pochodzi od liter „S”, od których rozpoczynają się japońskie słowa opisujące jego pięć elementów. 
Ze względu na angażowanie wszystkich pracowników, 5S jest zwykle jednym z pierwszych narzędzi szczupłego zarządzania wdrażanych w organizacji.

## Historia i nazwa
Zasady 5S nawiązują do filozofii postępowania Japończyków w życiu codziennym. Jako narzędzie 5S zaczęło być wdrażane w japońskich firmach po II wojnie światowej.
Poza Japonią 5S spopularyzowali w latach 90. XX wieku Takashi Osada i Hiryouki Hirano.
Nazwa „5S” pochodzi od pierwszych liter pięciu japońskich słów opisujących jego poszczególne elementy. W japońskich przedsiębiorstwach liczba „5” mogła jednak odbiegać od tradycyjnego pięcioelementowego modelu, co zależało od stopnia zaawansowania wdrożenia tego narzędzia lub celów organizacji. Dla przykładu w Toyota Motor Company, w której opracowano System Produkcyjny Toyoty, 5S było pierwotnie stosowane jako 4S (bez piątego „S”, tj. samodyscypliny).

## Opis
Głównym celem 5S jest podniesienie bezpieczeństwa na stanowiskach pracy w połączeniu ze zwiększeniem produktywności. Jest to jedno z podstawowych narzędzi lean management. Duże znaczenie 5S w tej koncepcji wynika z przekonania, że czystość, porządek i dobra organizacja miejsca pracy mają zasadniczy wpływ na produktywność, stabilność procesów oraz wyeliminowanie marnotrawstwa (jap. muda). Uczy także pracowników dyscypliny niezbędnej do utrzymania standardów.
W literaturze anglojęzycznej 5S jest czasem określane jako utrzymanie porządku (ang. housekeeping), jednak uważa się, że takie podejście jest zbyt wąskie, gdyż nie oddaje potencjału tego narzędzia dla usprawniania działalności organizacji.
5S jest stosowane zarówno w środowisku produkcyjnym, jak i w organizacjach usługowych. Jest zwykle jednym z pierwszych narzędzi wdrażanych w trakcie transformacji lean, gdyż angażuje wszystkich pracowników, ułatwia utrzymanie kolejnych narzędzi szczupłego zarządzania, takich jak TPM, SMED, kanbany i praca standaryzowana, a wprowadzone zmiany i udoskonalenia będące wynikiem działań 5S są od razu widoczne.

## Metodyka
5S składa się z pięciu elementów – kroków wyznaczających kolejność jego wdrożenia. W każdym kroku realizowane są określone działania:
- 1S. Seiri (ang. sort/separate, selekcja/sortowanie)[14][15][16] – identyfikacja i usunięcie wszystkich przedmiotów, które są zbędne na stanowiskach pracy[17]. Działaniom 1S często towarzyszy tzw. akcja czerwonej etykiety (red tagging)[18]. Polega ona na oznaczaniu przez pracowników wszystkich przedmiotów uznanych za niepotrzebne czerwonymi etykietami, a następnie przenoszeniu ich w jedno wyznaczone miejsce (red tag area, strefa czerwonej etykiety), gdzie zgodnie z opracowaną procedurą w przewidzianym czasie podejmowana jest decyzja o ich stałej lokalizacji lub usunięciu[16][19]. Przedmioty, co do których nie ma wątpliwości, że są niepotrzebne, powinny być od razu wyrzucane (z zachowaniem obowiązujących w przedsiębiorstwie procedur)[16]. Czerwone etykiety pozwalają uczynić selekcję krokiem ciągłym, tj. szybko usuwać wszystkie przedmioty, których przydatność jest wątpliwa[16]. Praca w toku, która przekracza potrzeby stanowiska pracy, powinna zostać odesłana do procesów odpowiedzialnych za nadwyżki[20].

- 2S. Seiton (ang. set in order/straighten, systematyka)[14][15][16] – uporządkowanie i wyznaczenie miejsc dla wszystkich przedmiotów, które pozostały po 1S, zgodnie z zasadą „miejsce dla wszystkiego i wszystko na swoim miejscu”[21][22]. Jednym z głównych celów tego kroku jest ograniczenie zbędnego ruchu i wysiłku fizycznego pracowników[23]. Przedmioty powinny być łatwe do znalezienia; łatwe powinno być również odłożenie ich z powrotem[24]. Przy wyznaczaniu miejsc ich przechowywania należy wziąć pod uwagę m.in. zasady ergonomii oraz częstotliwość korzystania[25]. Dla oznaczenia lokalizacji przedmiotów stosuje się m.in. podpisy, etykiety, kolorowe linie, tablice cieni, mapy 5S oraz wizualizacje. W 2S konieczne jest także wyraźne oznakowanie ciągów komunikacyjnych[26].

- 3S. Seiso (ang. sweep/shine/scrub, sprzątanie)[14][15][16] – utrzymanie stanowisk pracy w czystości[27]. Wymaga to określenia, co należy sprzątać, w jaki sposób, kiedy i kto powinien to robić[28][29]. Organizacja musi także zapewnić odpowiednie narzędzia i zasoby do sprzątania, które powinny być przechowywane w wyznaczonych miejscach[29]. W przedsiębiorstwach produkcyjnych i działach technicznych sprzątanie jest łączone z inspekcją, dzięki czemu możliwe jest wczesne wykrycie uszkodzeń, usterek i anomalii[30]. W tym celu należy przeszkolić pracowników i uwrażliwić ich na konieczność zgłaszania dostrzeżonych zmian dotyczących m.in. dźwięków, zapachu, wibracji czy też temperatury pracy maszyn[29]. Stanowi to wsparcie dla innego narzędzia lean – całkowitego produktywnego utrzymania ruchu[16]. Sprzątanie wzmacnia w pracownikach poczucie własności i odpowiedzialności za miejsce, w którym pracują[31]. Ważnym celem 3S jest także zapobieganie i wyeliminowanie przyczyn pojawiania się zanieczyszczeń[29].

- 4S. Seiketsu (ang. standardize, standaryzacja)[14][15][16] – opracowanie i wdrożenie standardów dla pierwszych trzech kroków[32]. W 4S wprowadzane są m.in. standardy stosowanych kolorów i oznaczeń, instrukcje, schematy, harmonogramy, lekcje jednotematyczne, listy kontrolne, mapy obszarów roboczych, tablice 5S, zdjęcia stanu idealnego, regulamin stosowania czerwonych etykiet, kąciki czystości, a także listy zadań i obowiązków pracowników związanych z utrzymaniem 5S[16][33]. Standardy powinny być proste, klarowne i wizualne[32]. W tym kroku przydatne są także patrole i audyty 5S[34]. Celem 4S jest zagwarantowanie, że w organizacji stosowane są spójne i powtarzalne praktyki dla utrzymania trzech pierwszych „S”[28].

- 5S. Shitsuke (ang. sustain/self-discipline), samodyscyplina[14][15][16] – utrzymanie wprowadzonych usprawnień na stanowiskach pracy[28]. W tym celu niezbędne jest, aby w działaniach 5S uczestniczyli wszyscy pracownicy i by stały się one częścią wykonywanej przez nich pracy[35][13]. Podstawowymi działaniami tego kroku są: stałe promowanie 5S w organizacji, komunikowanie wyników oraz szkolenia pracowników[36]

Do najważniejszych warunków wdrożenia i utrzymania tego narzędzia należą m.in.: zaangażowanie najwyższego kierownictwa, przeszkolenie pracowników, zagwarantowanie, że we wprowadzanych zmianach na stanowiskach pracy decydujące zdanie będą miały osoby, które na nich pracują, łatwy dostęp do materiałów i informacji o 5S oraz stałe komunikowanie korzyści z 5S.
Niektóre organizacje uzupełniają 5S o dodatkowy, szósty krok – bezpieczeństwo i higienę pracy (ang. safety). Jednak w literaturze można spotkać opinie, że bezpieczeństwo i higiena pracy są elementem wszystkich pięciu kroków i wprowadzanie go jako oddzielnego kroku nie jest potrzebne.
Inną, rzadziej spotykaną, nazwą tego narzędzia jest CANDO – akronim od pierwszych liter angielskich słów: cleanup, arrange, neatness, discipline oraz ongoing improvement.

## Korzyści
- Stworzenie czystego, uporządkowanego i bezpiecznego miejsca pracy[42][43]. Zmniejszenie liczby wypadków przy pracy[5][44].
- Poprawa jakości produktów i usług dzięki m.in. zmniejszeniu liczby popełnianych błędów i ograniczeniu zanieczyszczeń[45].
- Zwiększenie satysfakcji klientów[44]. Pozytywne wrażenie wywierane na obecnych i potencjalnych klientach oraz na innych osobach odwiedzających firmę[2][46].
- Ograniczenie zbędnego ruchu i wysiłku fizycznego pracowników (chodzenie, zginanie się, podnoszenie i przenoszenie przedmiotów itp.)[8].
- Poprawa produktywności m.in. poprzez ograniczenie lub wyeliminowanie czynności niedodających wartości oraz lepszej dostępności narzędzi i informacji niezbędnych do pracy[47][12].
- Ograniczenie marnotrawstwa i obniżenie kosztów działalności[48][8].
- Poprawa stanu technicznego i dostępności maszyn[49].
- Lepsze wykorzystanie użytkowanej powierzchni[22].
- Zwiększenie odpowiedzialności oraz wiedzy pracowników o ich bezpośrednim otoczeniu w organizacji[10]. Umożliwienie im wniesienia wkładu w kształtowanie swego stanowiska pracy, co zwiększa ich zaangażowanie oraz wzmacnia ich identyfikację z organizacją. Zmniejszenie ich stresu i frustracji powodowanych m.in. bałaganem i/lub brakiem narzędzi do pracy[47][44].
- Identyfikowanie w trakcie działań 5S pomysłów na usprawnienia[10]. Zwiększenie widoczności problemów, co pozwala na ich szybsze zauważenie i rozwiązanie[50].
- Pomoc w stworzeniu tzw. wizualnego stanowiska pracy (ang. visual work area). Wspiera ono stosowanie jednej z ważnych zasad Systemu Produkcyjnego Toyoty mówiącej o tym, że żadne defekty i problemy nie powinny być ukrywane[51].
- Poprawa komunikacji wewnątrz organizacji[52].
- Wsparcie dla wdrożenia i utrzymania innych narzędzi lean management[4].
- Wdrożenie 5S jest korzystne dla środowiska naturalnego, gdyż m.in. pomaga zmniejszyć zużycie surowców, liczbę wad jakościowych, ilość odpadów, a także szybko zidentyfikować i wyeliminować źródła zanieczyszczeń.